# نهر بين
نهر بين
وكذلك يسمى بِيل، بكسر الباء، وياء ساكنة، ولام، لغة في نهر بِين، طسوج من سواد بغداد، متصل بنهر بوق، قال آدم بن عبد العزيز بن عمر بن عبد العزيز بن مروان:
ونهر بِين من أنهار بغداد القديمة، المنتشرة في الجانب الشرقي منها، وفي العصر العباسي، كان هذا النهر يمر في طسوج كلواذى الذي يأخذ ماءه من الجانب الأيمن لنهر النهروان، ويصل إلى بلدة كلواذى، التي لا تزال بقاياها تشاهد قرب ضفة دجلة في الجادرية بالكرادة الشرقية، ويصب في دجلة بالقرب منها. وطسوج نهر بين، كان واحداً من طساسيج كورة سارشاد مهز الثمانية.